# Денішенгаген
Денішенгаген (нім. Dänischenhagen) — громада в Німеччині, розташована в землі Шлезвіг-Гольштейн. Входить до складу району Рендсбург-Екернферде. Центр об'єднання громад Денішенгаген.
Площа — 15,71 км2. Населення становить 3846 ос. (станом на 31 грудня 2020).

## Галерея

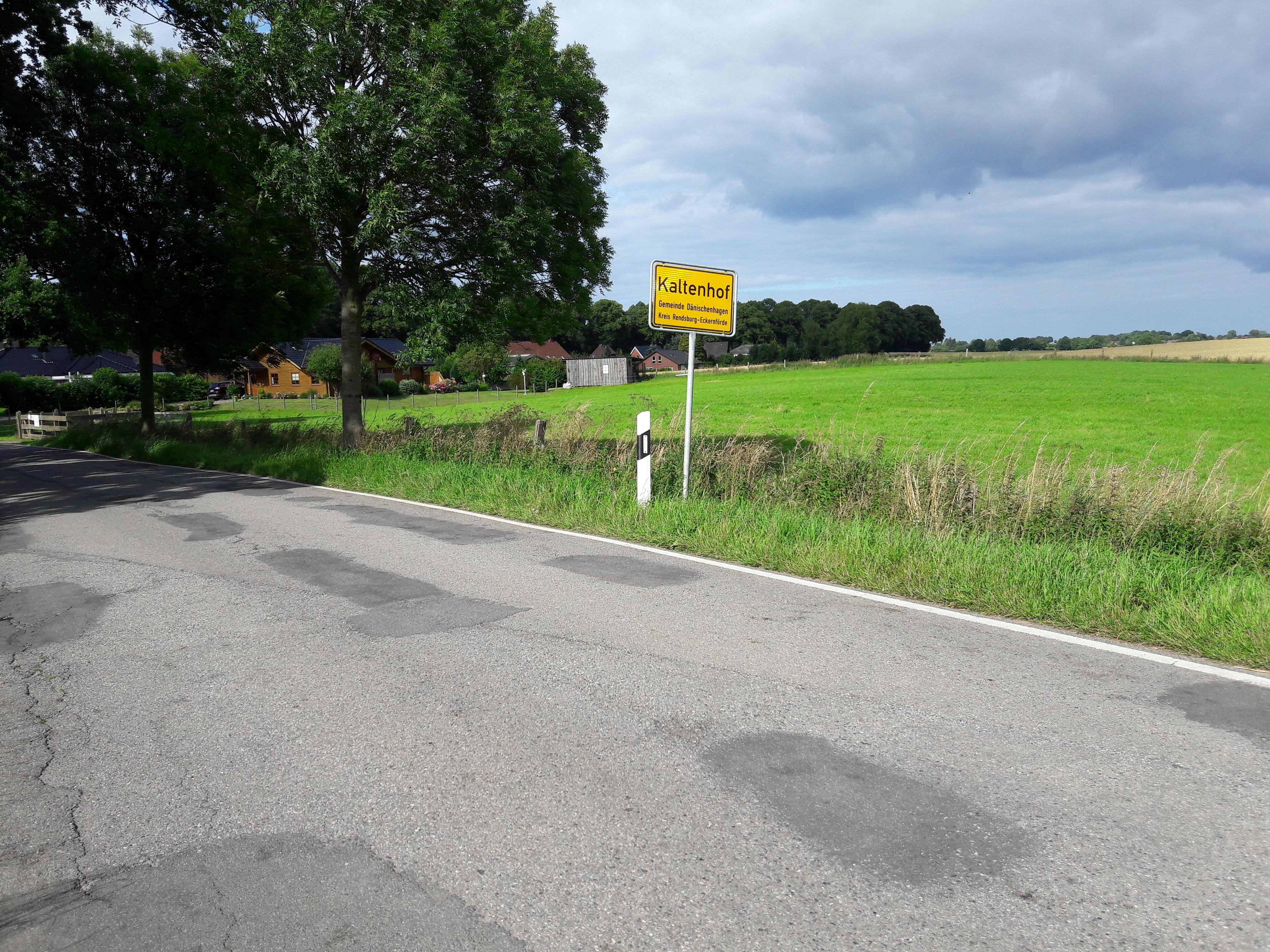
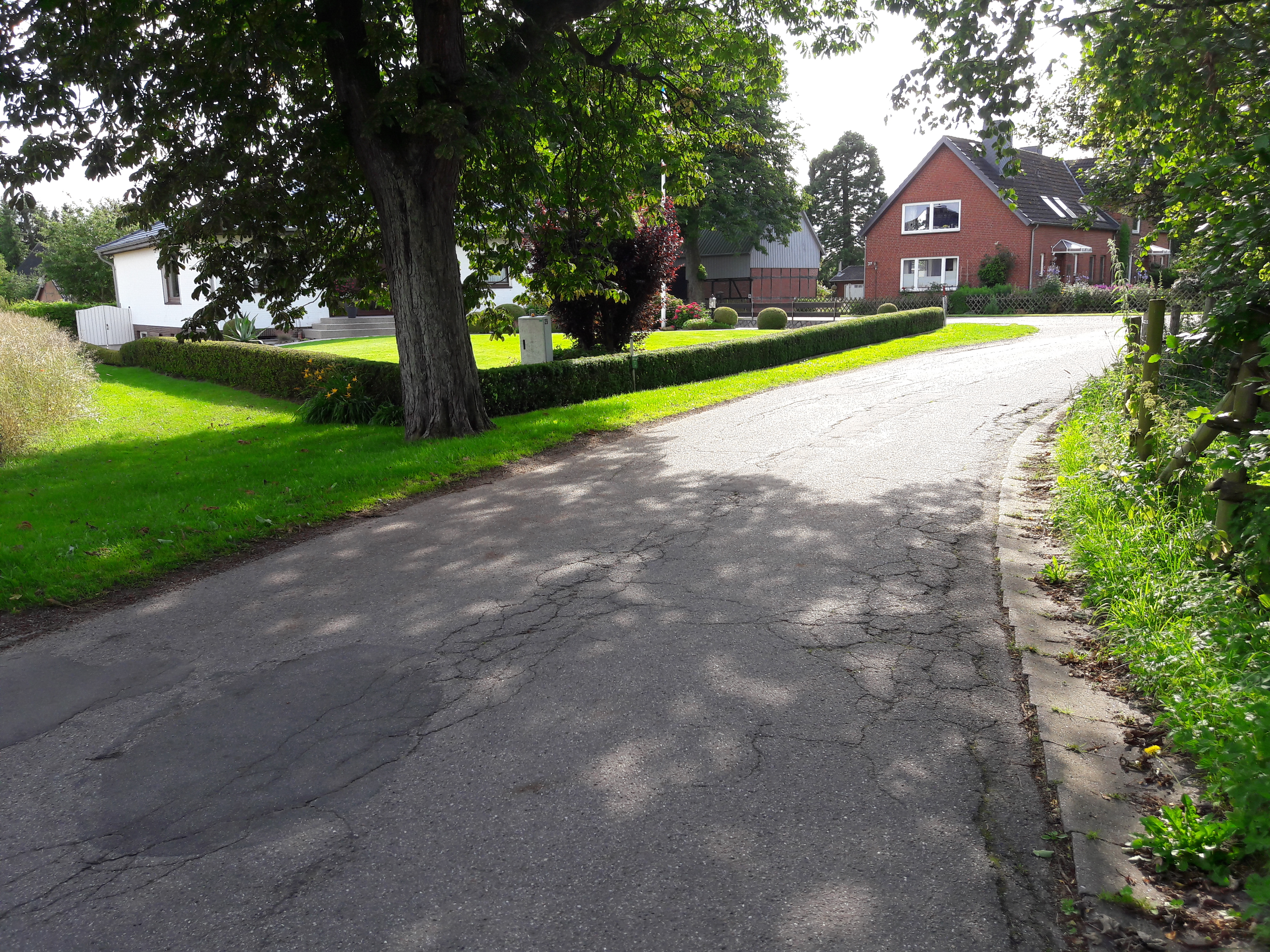
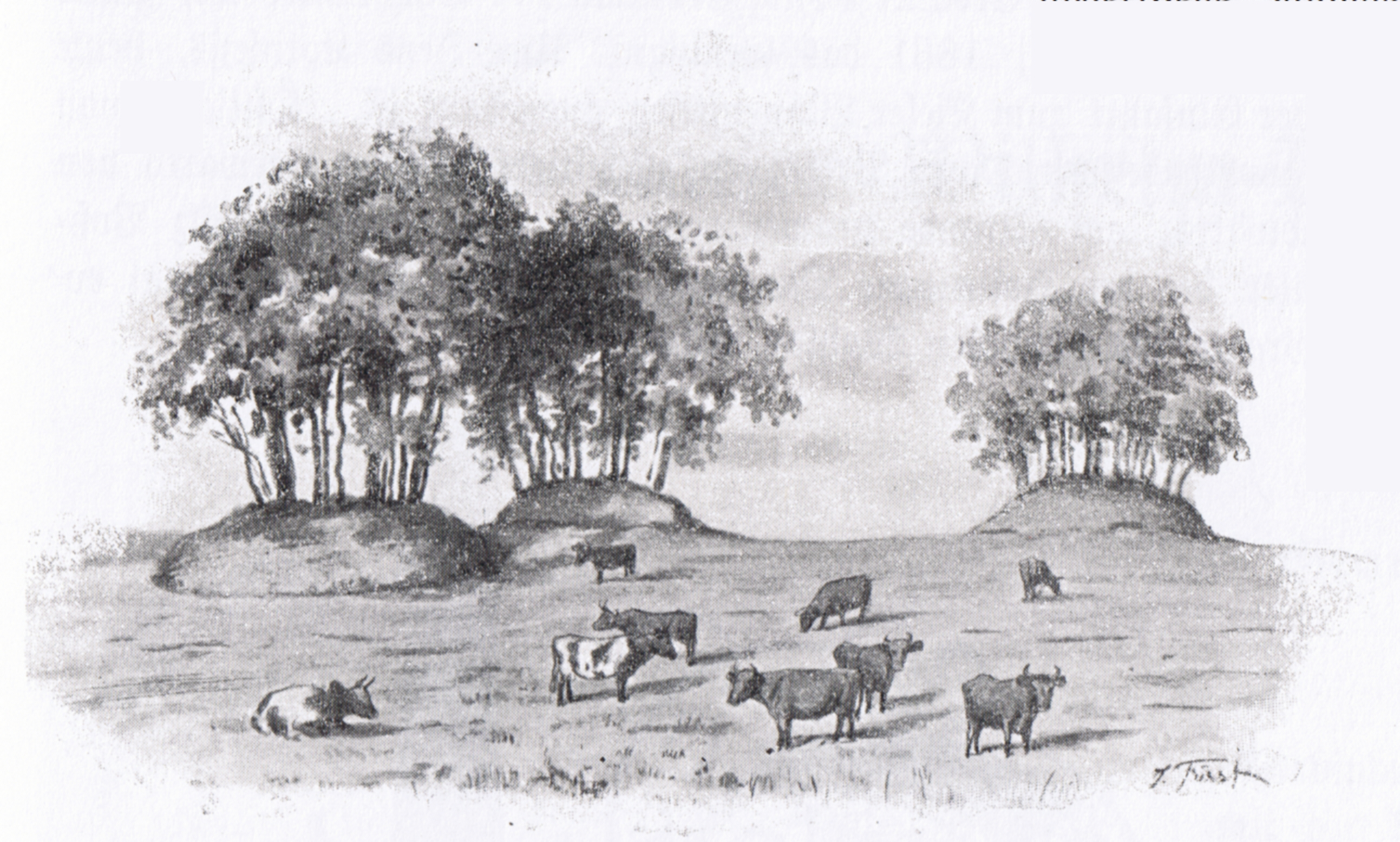
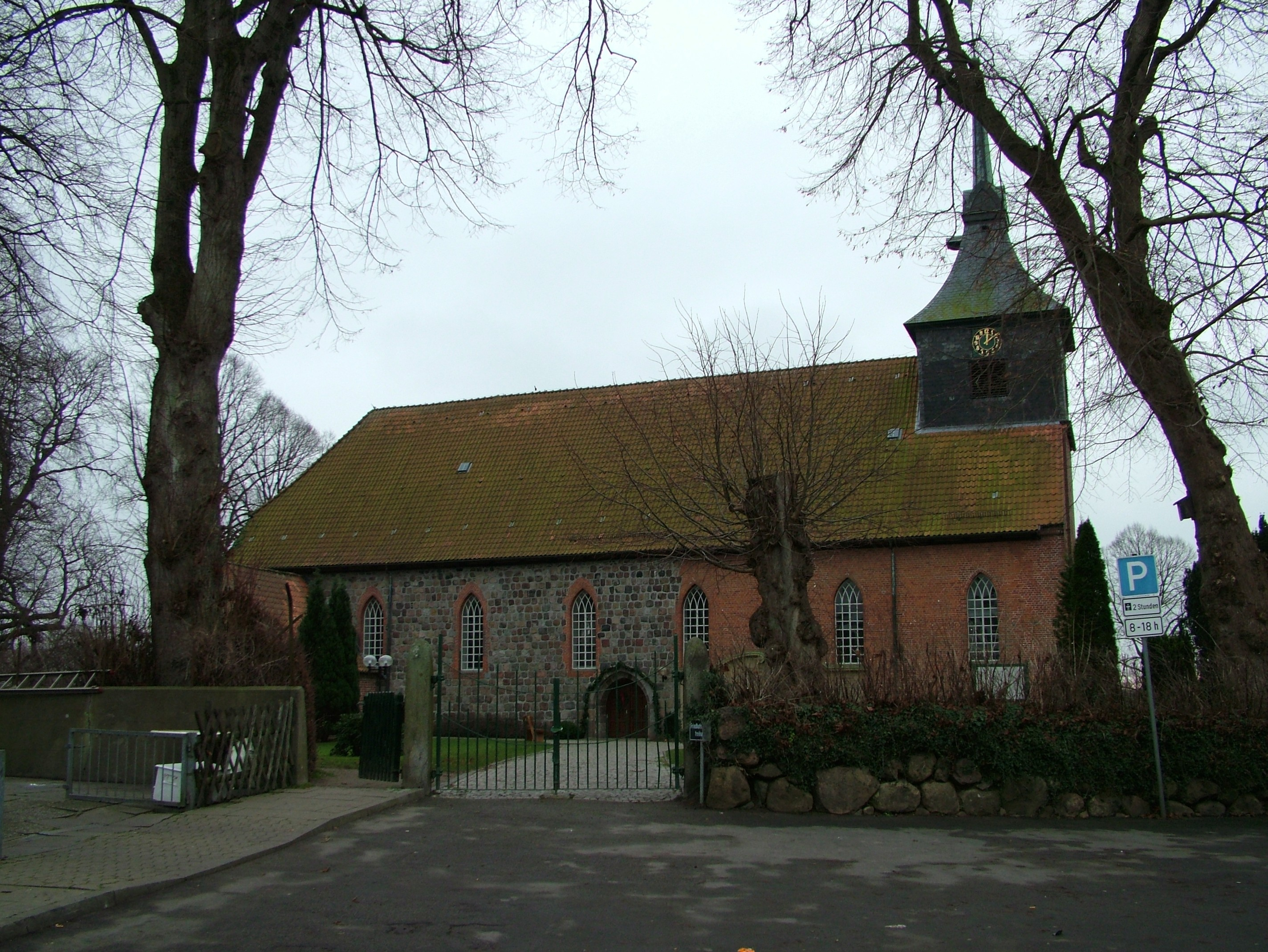
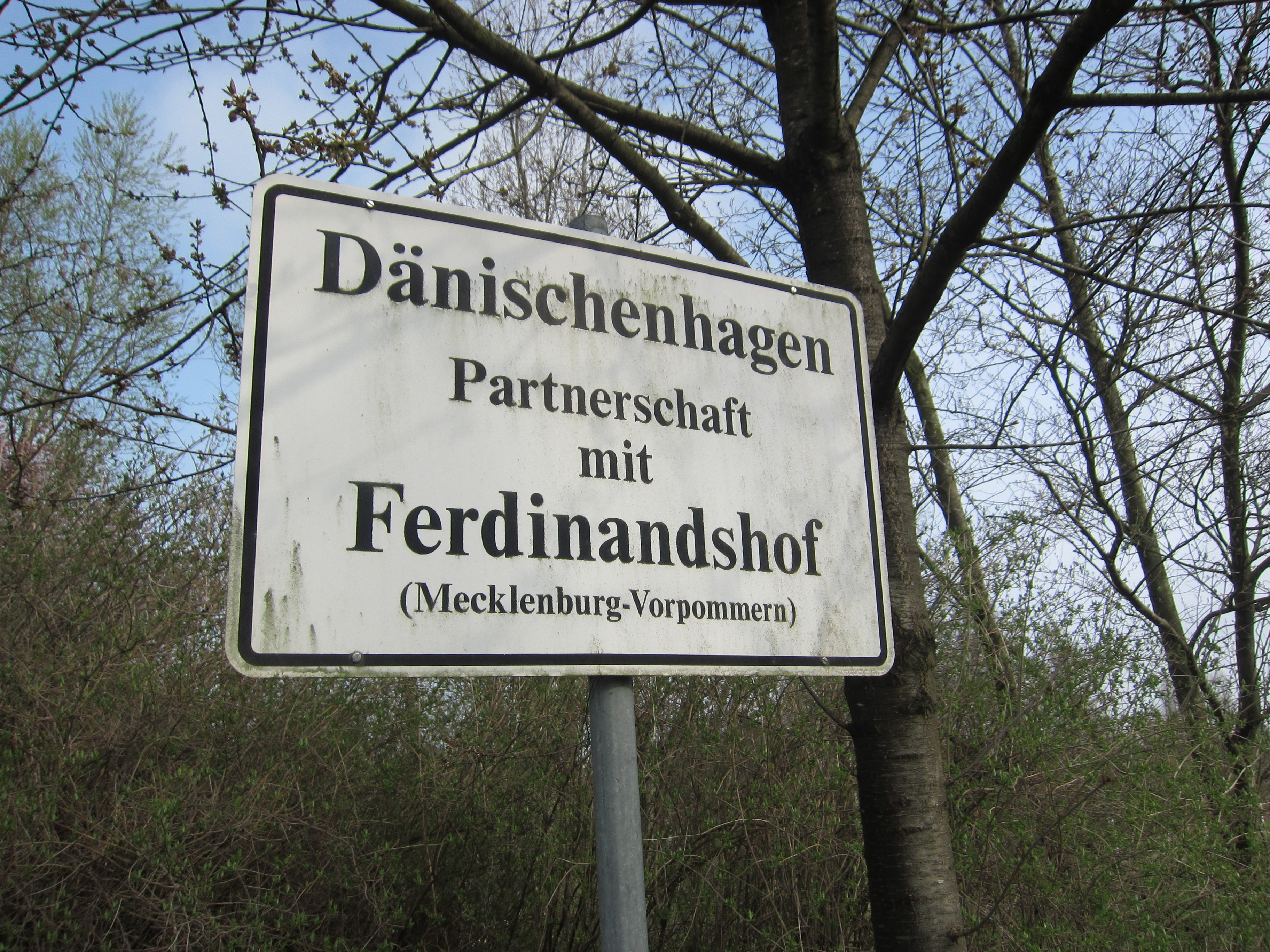
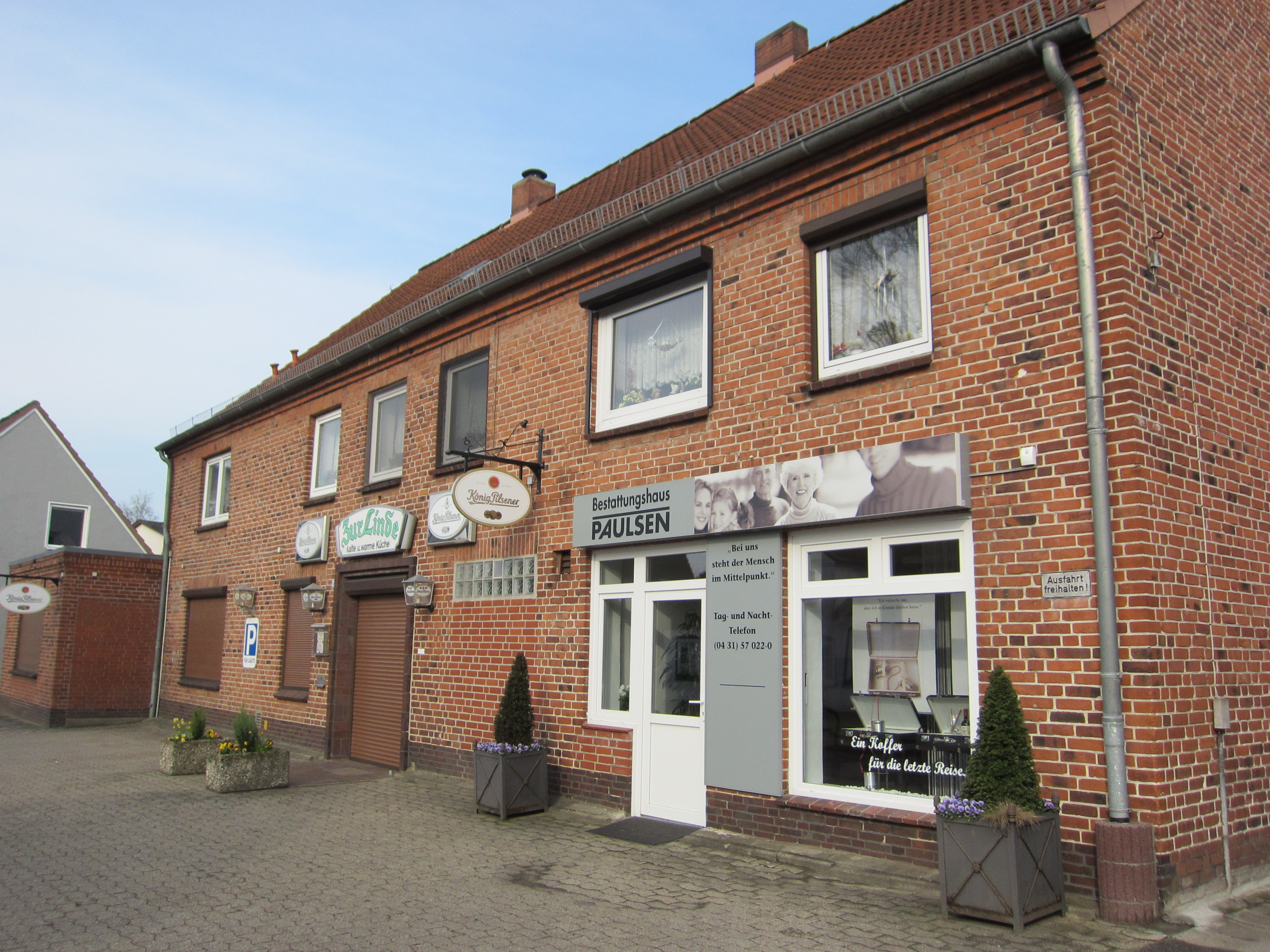